# Daniele Dessena
Daniele Dessena (Parma, 10 maggio 1987) è un allenatore di calcio ed ex calciatore italiano, di ruolo centrocampista, vice allenatore della Pro Patria.

## Biografia
Di origini sarde (suo nonno paterno è originario di Benetutti) ha un fratello, Marco (nato il 9 aprile 1986), che gioca nel ruolo di portiere.
Nel 2010 è diventato padre di Tommaso.
Nel febbraio 2014 ha partecipato a una campagna contro l'omofobia, indossando per l'occasione dei laccetti colorati al posto di quelli ordinari.

## Carriera

### Giocatore

#### Club

##### Gli inizi, Parma
Cresciuto nel Parma fin da bambino, esordisce in Serie A a 17 anni il 27 febbraio 2005 in Lazio-Parma (2-0). In questa stagione esordisce anche in Coppa UEFA, il 24 febbraio 2005, in occasione di Stoccarda-Parma terminata 0-2 per i gialloblù.
Chiusa la stagione 2004-2005, durante la quale mette a referto le prime 2 presenze in Serie A, si apre quella della conferma (2005-2006) nella quale mette a segno 3 reti in 17 presenze. Il suo primo gol in Serie A è quello che il 18 dicembre 2005 fissa al 94' il punteggio sul 2-2 in Siena-Parma. La stagione successiva, 2006-2007, s'impone come titolare nel Parma e viene convocato anche nell'Under-21: l'annata si apre con due reti in campionato contro Sampdoria e Chievo e una in Coppa UEFA al Rubin. Successivamente il club ducale gli rinnova il contratto per le successive 4 stagioni.

##### Sampdoria e Cagliari
L'11 luglio 2008 viene comunicato il suo passaggio in comproprietà alla Sampdoria per una cifra che si aggira intorno 4 milioni di euro. Fa il suo esordio il 30 agosto 2008 in occasione di Sampdoria-Inter (1-1), giocando uno spezzone di partita dopo essere subentrato all'86' a Gennaro Delvecchio. Il 23 ottobre successivo, mette a segno il suo primo gol con la maglia blucerchiata in Partizan-Sampdoria 1-2, nella fase a gruppi della Coppa UEFA 2008-2009, mentre il 9 maggio 2009 mette a segno la sua prima doppietta con la Sampdoria in Serie A, in occasione della vittoria per 5-0 sulla Reggina.
Per la stagione 2009-2010 Sampdoria e Parma rinnovano la comproprietà, e nelle ultime ore di mercato del 31 agosto passa in prestito al Cagliari, squadra di cui i parenti sono grandi tifosi e da lui fortemente voluta vista la possibilità di giocare nella sua terra d'origine. 
Il 27 settembre seguente segna il suo primo gol col Cagliari su azione personale, nella partita Parma-Cagliari, contro la sua ex squadra, chiudendo di fatto il match; si ripete poi il 18 ottobre in rovesciata contro il Catania e il 14 marzo 2010 contro il Genoa.
Il 25 giugno 2010 la Sampdoria di Domenico Di Carlo, già allenatore di Dessena al Parma, decide di puntare su di lui acquistando per questo l'intero cartellino del giocatore. L'annata si conclude con la retrocessione in Serie B. Dessena rimane comunque anche in Serie B, dove debutta il 5 ottobre 2011 da titolare in Verona-Sampdoria (1-1).

##### Ritorno al Cagliari
Il 28 dicembre 2011 ritorna al Cagliari in prestito con diritto di riscatto grazie al nullaosta concessogli dalla Sampdoria. Fa il suo secondo esordio con la maglia degli isolani nella partita casalinga contro il Genoa, vinta poi 3 a 0 dalla sua squadra, divenendo subito titolare. Chiude con 12 presenze e un gol, messo a segno l'11 febbraio 2012 nella partita Cagliari-Palermo (2-1). Al termine della stagione viene riscattato a titolo definitivo dalla società rossoblù.
Nella stagione successiva totalizza complessivamente 34 presenze, mettendo a segno 3 gol in campionato; due dei quali decisivi nelle vittorie di misura entrambe per 1-0 contro la Sampdoria in trasferta il 28 ottobre 2012 alla 9ª giornata e contro la Lazio in casa il 19 maggio 2013 nell'ultima giornata.
Rinnovato il contratto con il Cagliari fino al giugno 2017, l'11 gennaio 2015 indossa per la prima volta la fascia di capitano in occasione della vittoria casalinga per 2-1 contro il Cesena. Il 1º febbraio ritrova il gol dopo oltre un anno, segnando la rete del momentaneo 1-1 sul campo dell'Atalanta; partita poi terminata 2-1 per gli orobici. La stagione 2014-2015 si conclude con la retrocessione in Serie B. Chiude con 28 presenze e un gol in campionato, più 2 apparizioni in Coppa Italia.
Dessena decide di restare anche nella serie cadetta, diventando il nuovo capitano della squadra dopo l'addio di Daniele Conti. Il 28 novembre, durante la partita in casa del Brescia, subisce un grave infortunio a seguito di un duro intervento del difensore bresciano Coly, riportando una frattura scomposta di tibia e perone della gamba destra, che lo costringe a terminare la stagione in anticipo. Ritorna in campo il 14 maggio 2016 in occasione di Cagliari-Salernitana, penultima partita del campionato, subentrando negli ultimi minuti di gioco in maniera simbolica (essendo ancora fuori condizione) e partecipando sul campo alla festa promozione del Cagliari.
Al ritorno in campo in Serie A (2016-2017) alla prima da titolare a 11 mesi dall'infortunio, il 31 ottobre 2016, segna una doppietta che fa vincere il Cagliari 2 a 1 sul Palermo.
In totale nei 7 anni di militanza al Cagliari, ha collezionato 206 presenze e 12 gol con il club sardo.

##### Brescia e Pescara
Il 9 gennaio 2019 viene acquistato a titolo definitivo dal Brescia in Serie B, con il quale firma un contratto fino al giugno 2020.
Il 1º maggio successivo, segna la sua prima rete con la maglia del Brescia, nella partita vinta per 1-0 in casa contro l'Ascoli, siglando la rete decisiva per la promozione matematica in Serie A dopo otto anni delle rondinelle.
Il 1º febbraio 2021 viene acquistato dal Pescara. Il 16 marzo segna le prime reti con gli abruzzesi, una doppietta inutile ai fini del risultato, in quanto il Pescara è sconfitto in casa dall'Ascoli per 2-3. Mette insieme 13 presenze e tre gol, ma a fine stagione gli abruzzesi retrocedono, e lui rimane svincolato.

##### Virtus Entella, Olbia e ritiro
Il 20 luglio 2021, Dessena viene tesserato dalla Virtus Entella, anch’essa retrocessa in Serie C. Segna il suo primo gol con i liguri il 24 ottobre contro la Carrarese (1-1). Il 1º novembre 2022, gioca la sua prima partita da capitano in occasione della vittoria per 1-0 contro il Montevarchi, gara valida per il secondo turno di Coppa Italia di Serie C.
Il 31 gennaio 2023, Dessena viene ceduto in prestito con obbligo di riscatto all'Olbia, sempre in Serie C. Dessena torna a giocare con regolarità e l'11 marzo segna il suo primo gol in terra sarda nella sconfitta contro l'Imolese (1-2) ripetendosi tre giorni dopo contro il San Donato Tavarnelle (0-2) mentre il 1º aprile mette a segno una doppietta contro l'Alessandria (4-0).
Anche la stagione seguente mette a segno quattro gol in campionato e il 29 aprile 2024 annuncia il ritiro dal calcio giocato dopo la retrocessione dell’Olbia.

#### Nazionale
Dopo 2 presenze in Under 18 e 7 presenze con 1 gol in Under 19, ha collezionato 20 presenze con la nazionale Under-21, con la quale ha preso parte all'Europeo U-21 del 2007 e a quello del 2009.
Nel maggio 2008 vince il Torneo di Tolone con la nazionale olimpica. Durante la manifestazione realizza un gol in occasione di Italia-Stati Uniti (2-0). Con la nazionale olimpica prende poi parte anche ai Giochi olimpici 2008 in Cina.

### Allenatore
Ritirato dell'attività agonistica, nell'estate del 2024 entra nello staff tecnico di Leandro Greco, il quale viene nominato nuovo allenatore della formazione Primavera del Frosinone. Quando l'allenatore romano viene promosso alla guida della prima squadra, Dessena lo segue con il ruolo di collaboratore tecnico, fino al 22 ottobre 2024, quando vengono esonerati.
Il 24 luglio 2025, con la nomina di Greco ad allenatore della Pro Patria in Serie C, viene ingaggiato come vice allenatore della squadra lombarda.

## Statistiche

### Presenze e reti nei club
| Stagione         | Squadra          | Campionato       | Campionato | Campionato | Coppe nazionali | Coppe nazionali | Coppe nazionali | Coppe continentali | Coppe continentali | Coppe continentali | Altre coppe | Altre coppe | Altre coppe | Totale | Totale |
| Stagione         | Squadra          | Comp             | Pres       | Reti       | Comp            | Pres            | Reti            | Comp               | Pres               | Reti               | Comp        | Pres        | Reti        | Pres   | Reti   |
| ---------------- | ---------------- | ---------------- | ---------- | ---------- | --------------- | --------------- | --------------- | ------------------ | ------------------ | ------------------ | ----------- | ----------- | ----------- | ------ | ------ |
| 2004-2005        | Parma            | A                | 2+2        | 0          | CI              | 1               | 0               | CU                 | 6                  | 0                  | -           | -           | -           | 11     | 0      |
| 2005-2006        | Parma            | A                | 17         | 3          | CI              | 3               | 0               | -                  | -                  | -                  | -           | -           | -           | 20     | 3      |
| 2006-2007        | Parma            | A                | 34         | 2          | CI              | 3               | 0               | CU                 | 6                  | 2                  | -           | -           | -           | 43     | 4      |
| 2007-2008        | Parma            | A                | 28         | 0          | CI              | 1               | 0               | -                  | -                  | -                  | -           | -           | -           | 29     | 0      |
| Totale Parma     | Totale Parma     | Totale Parma     | 81+2       | 5          |                 | 8               | 0               |                    | 12                 | 2                  |             | -           | -           | 103    | 7      |
| 2008-2009        | Sampdoria        | A                | 25         | 2          | CI              | 2               | 0               | CU                 | 6                  | 1                  | -           | -           | -           | 33     | 3      |
| 2009-2010        | Cagliari         | A                | 29         | 3          | CI              | 0               | 0               | -                  | -                  | -                  | -           | -           | -           | 29     | 3      |
| 2010-2011        | Sampdoria        | A                | 22         | 0          | CI              | 1               | 0               | UCL+UEL            | 1+6                | 0                  | -           | -           | -           | 30     | 0      |
| 2011-gen. 2012   | Sampdoria        | B                | 8          | 0          | CI              | 1               | 0               | -                  | -                  | -                  | -           | -           | -           | 9      | 0      |
| Totale Sampdoria | Totale Sampdoria | Totale Sampdoria | 55         | 2          |                 | 4               | 0               |                    | 13                 | 1                  |             | -           | -           | 72     | 3      |
| gen.-giu. 2012   | Cagliari         | A                | 12         | 1          | CI              | -               | -               | -                  | -                  | -                  | -           | -           | -           | 12     | 1      |
| 2012-2013        | Cagliari         | A                | 31         | 3          | CI              | 3               | 0               | -                  | -                  | -                  | -           | -           | -           | 34     | 3      |
| 2013-2014        | Cagliari         | A                | 33         | 0          | CI              | 1               | 0               | -                  | -                  | -                  | -           | -           | -           | 34     | 0      |
| 2014-2015        | Cagliari         | A                | 28         | 1          | CI              | 2               | 0               | -                  | -                  | -                  | -           | -           | -           | 30     | 1      |
| 2015-2016        | Cagliari         | B                | 16         | 0          | CI              | 2               | 1               | -                  | -                  | -                  | -           | -           | -           | 18     | 1      |
| 2016-2017        | Cagliari         | A                | 18         | 2          | CI              | 1               | 0               | -                  | -                  | -                  | -           | -           | -           | 19     | 2      |
| 2017-2018        | Cagliari         | A                | 17         | 0          | CI              | 1               | 1               | -                  | -                  | -                  | -           | -           | -           | 18     | 1      |
| 2018-gen. 2019   | Cagliari         | A                | 11         | 0          | CI              | 0               | 0               | -                  | -                  | -                  | -           | -           | -           | 11     | 0      |
| Totale Cagliari  | Totale Cagliari  | Totale Cagliari  | 195        | 10         |                 | 10              | 2               |                    | -                  | -                  |             | -           | -           | 205    | 12     |
| gen.-giu. 2019   | Brescia          | B                | 11         | 1          | CI              | -               | -               | -                  | -                  | -                  | -           | -           | -           | 11     | 1      |
| 2019-2020        | Brescia          | A                | 24         | 2          | CI              | 0               | 0               | -                  | -                  | -                  | -           | -           | -           | 24     | 2      |
| 2020-gen. 2021   | Brescia          | B                | 18         | 2          | CI              | 1               | 0               | -                  | -                  | -                  | -           | -           | -           | 19     | 2      |
| Totale Brescia   | Totale Brescia   | Totale Brescia   | 53         | 5          |                 | 1               | 0               |                    | -                  | -                  |             | -           | -           | 54     | 5      |
| gen.-giu. 2021   | Pescara          | B                | 13         | 3          | CI              | 0               | 0               | -                  | -                  | -                  | -           | -           | -           | 13     | 3      |
| 2021-2022        | Virtus Entella   | C                | 24+3       | 1          | CI-C            | 3               | 0               | -                  | -                  | -                  | -           | -           | -           | 30     | 1      |
| 2022-gen. 2023   | Virtus Entella   | C                | 12         | 0          | CI-C            | 4               | 0               | -                  | -                  | -                  | -           | -           | -           | 16     | 0      |
| Totale Entella   | Totale Entella   | Totale Entella   | 36+3       | 1          |                 | 7               | 0               |                    | -                  | -                  |             | -           | -           | 46     | 0      |
| gen.-giu. 2023   | Olbia            | C                | 12         | 4          | CI-C            | 0               | 0               |                    | -                  | -                  |             | -           | -           | 12     | 4      |
| 2023-2024        | Olbia            | C                | 31         | 4          | CI-C            | 0               | 0               |                    | -                  | -                  |             | -           | -           | 31     | 4      |
| Totale Olbia     | Totale Olbia     | Totale Olbia     | 43         | 8          |                 | 0               | 0               |                    | -                  | -                  |             | -           | -           | 43     | 8      |
| Totale carriera  | Totale carriera  | Totale carriera  | 481        | 34         |                 | 30              | 2               |                    | 25                 | 3                  |             | -           | -           | 536    | 39     |

### Cronologia presenze e reti in nazionale
| Cronologia completa delle presenze e delle reti in nazionale ― Italia olimpica | Cronologia completa delle presenze e delle reti in nazionale ― Italia olimpica | Cronologia completa delle presenze e delle reti in nazionale ― Italia olimpica | Cronologia completa delle presenze e delle reti in nazionale ― Italia olimpica | Cronologia completa delle presenze e delle reti in nazionale ― Italia olimpica | Cronologia completa delle presenze e delle reti in nazionale ― Italia olimpica | Cronologia completa delle presenze e delle reti in nazionale ― Italia olimpica | Cronologia completa delle presenze e delle reti in nazionale ― Italia olimpica |
| Data                                                                           | Città                                                                          | In casa                                                                        | Risultato                                                                      | Ospiti                                                                         | Competizione                                                                   | Reti                                                                           | Note                                                                           |
| ------------------------------------------------------------------------------ | ------------------------------------------------------------------------------ | ------------------------------------------------------------------------------ | ------------------------------------------------------------------------------ | ------------------------------------------------------------------------------ | ------------------------------------------------------------------------------ | ------------------------------------------------------------------------------ | ------------------------------------------------------------------------------ |
| 23-5-2008                                                                      | La Seyne-sur-Mer                                                               | Italia olimpica                                                                | 2 – 1                                                                          | Turchia under 23                                                               | Torneo di Tolone 2008 - 1º turno                                               | -                                                                              | 70’                                                                            |
| 25-5-2008                                                                      | Tolone                                                                         | Italia olimpica                                                                | 2 – 0                                                                          | Stati Uniti olimpica                                                           | Torneo di Tolone 2008 - 1º turno                                               | 1                                                                              |                                                                                |
| 29-5-2008                                                                      | Tolone                                                                         | Cile under 23                                                                  | 0 – 1                                                                          | Italia olimpica                                                                | Torneo di Tolone 2008 - Finale                                                 | -                                                                              | 62’                                                                            |
| 22-7-2008                                                                      | Pistoia                                                                        | Italia olimpica                                                                | 1 – 1                                                                          | Romania under 21                                                               | Amichevole                                                                     | -                                                                              | 46’                                                                            |
| 10-8-2008                                                                      | Qinhuangdao                                                                    | Italia olimpica                                                                | 3 – 0                                                                          | Corea del Sud olimpica                                                         | Olimpiadi 2008 - 1º turno                                                      | -                                                                              | 82’                                                                            |
| 13-8-2008                                                                      | Tientsin                                                                       | Camerun olimpica                                                               | 0 – 0                                                                          | Italia olimpica                                                                | Olimpiadi 2008 - 1º turno                                                      | -                                                                              | 60’                                                                            |
| Totale                                                                         |                                                                                | Presenze                                                                       | 6                                                                              |                                                                                | Reti                                                                           | 1                                                                              |                                                                                |

## Palmarès

### Club
- Campionato italiano di Serie B: 2

Cagliari: 2015-2016
Brescia: 2018-2019

### Nazionale
- Torneo di Tolone: 1

2008